# Mark Hartmann
Mark Andrew Calibjo Hartmann (Southampton, 20 gennaio 1992) è un calciatore filippino con cittadinanza britannica, centrocampista o attaccante dello United City e della nazionale filippina.

## Biografia
Hartmann è nato a Southampton, da padre inglese e madre filippina.
È fratello minore di Darren Hartmann e Matthew Hartmann, anche loro calciatori professionisti.

## Carriera

### Club

#### Gli inizi e il Blackfield & Langley
Agli inizi della sua carriera ha fatto parte del settore giovanile del Portsmouth e del Swindon Town. Dopo due anni nelle giovanili del Swindon, viene rilasciato al termine della stagione 2009-2010. Successivamente si trasferisce nella Wessex Football League, entrando a far parte della prima squadra del Blackfield & Langley. Il 9 novembre 2010 realizza una tripletta in una partita contro l'Alresford Town vinta per 4-2.

#### Manila Nomads e Loyola Meralco Sparks
Dopo la sua esperienza in Inghilterra presso il Blackfield & Langley, si trasferisce nella United Football League, la principale competizione calcistica delle Filippine, presso il Manila Nomads. L'esperienza nella capitale si rivela tuttavia breve, poiché nel corso della sessione di mercato della stagione 2010-11 viene ceduto ai Loyola Meralco Sparks. Segna la sua prima rete con la nuova squadra in una sconfitta per 2-1 contro il Philippine Air Force. Nel corso delle ultime tre partite della stagione porta un contributo fondamentale al Loyola e realizza sette reti, compresa una tripletta contro il Philippine Navy e una quaterna all'ultima partita stagionale, vinta per 5-2.
Il 15 ottobre 2011 mette a segno una cinquina in una vittoria per 15-1 contro il Team Socceroo, in una partita della United Football Cup 2011-12.

#### Global
Dopo due stagioni con il Loyola, nel 2013 si trasferisce presso il Global, squadra in cui milita il fratello maggiore Matthew Hartmann.

## Statistiche

### Cronologia presenze e reti in nazionale
| Cronologia completa delle presenze e delle reti in nazionale ― Filippine | Cronologia completa delle presenze e delle reti in nazionale ― Filippine | Cronologia completa delle presenze e delle reti in nazionale ― Filippine | Cronologia completa delle presenze e delle reti in nazionale ― Filippine | Cronologia completa delle presenze e delle reti in nazionale ― Filippine | Cronologia completa delle presenze e delle reti in nazionale ― Filippine | Cronologia completa delle presenze e delle reti in nazionale ― Filippine | Cronologia completa delle presenze e delle reti in nazionale ― Filippine |
| Data                                                                     | Città                                                                    | In casa                                                                  | Risultato                                                                | Ospiti                                                                   | Competizione                                                             | Reti                                                                     | Note                                                                     |
| ------------------------------------------------------------------------ | ------------------------------------------------------------------------ | ------------------------------------------------------------------------ | ------------------------------------------------------------------------ | ------------------------------------------------------------------------ | ------------------------------------------------------------------------ | ------------------------------------------------------------------------ | ------------------------------------------------------------------------ |
| 7-6-2021                                                                 | Sharja                                                                   | Cina                                                                     | 2 – 0                                                                    | Filippine                                                                | Qual. Mondiali 2022                                                      | -                                                                        |                                                                          |
| 11-6-2021                                                                | Bocaue                                                                   | Filippine                                                                | 3 – 0                                                                    | Guam                                                                     | Qual. Mondiali 2022                                                      | 1                                                                        |                                                                          |
| Totale                                                                   |                                                                          | Presenze                                                                 | 2                                                                        |                                                                          | Reti                                                                     | 1                                                                        |                                                                          |